# Бог и дяволът в Земята на слънцето
„Бог и дяволът в Земята на слънцето“ (на португалски: Deus e o Diabo na Terra do Sol) е бразилски филм от 1964 година, драма на режисьора Глаубер Роша по негов собствен сценарий.
Действието се развива през 40-те години в сухата сертау на североизточна Бразилия, където ратай убива господаря си, който се опитва да го измами, след което се присъединява със съпругата си към религиозна секта, а по-късно и към известен разбойник, докато е преследван от ловец на глави. Главните роли се изпълняват от Отон Бастус, Жералду Дел Рей, Йона Магаляис, Маурисиу ду Вали, Лидиу Силва.
„Бог и дяволът в Земята на слънцето“ е номиниран за наградата „Златна палма“.